# 러닝백

전형적인 I 포메이션에서 러닝백의 위치

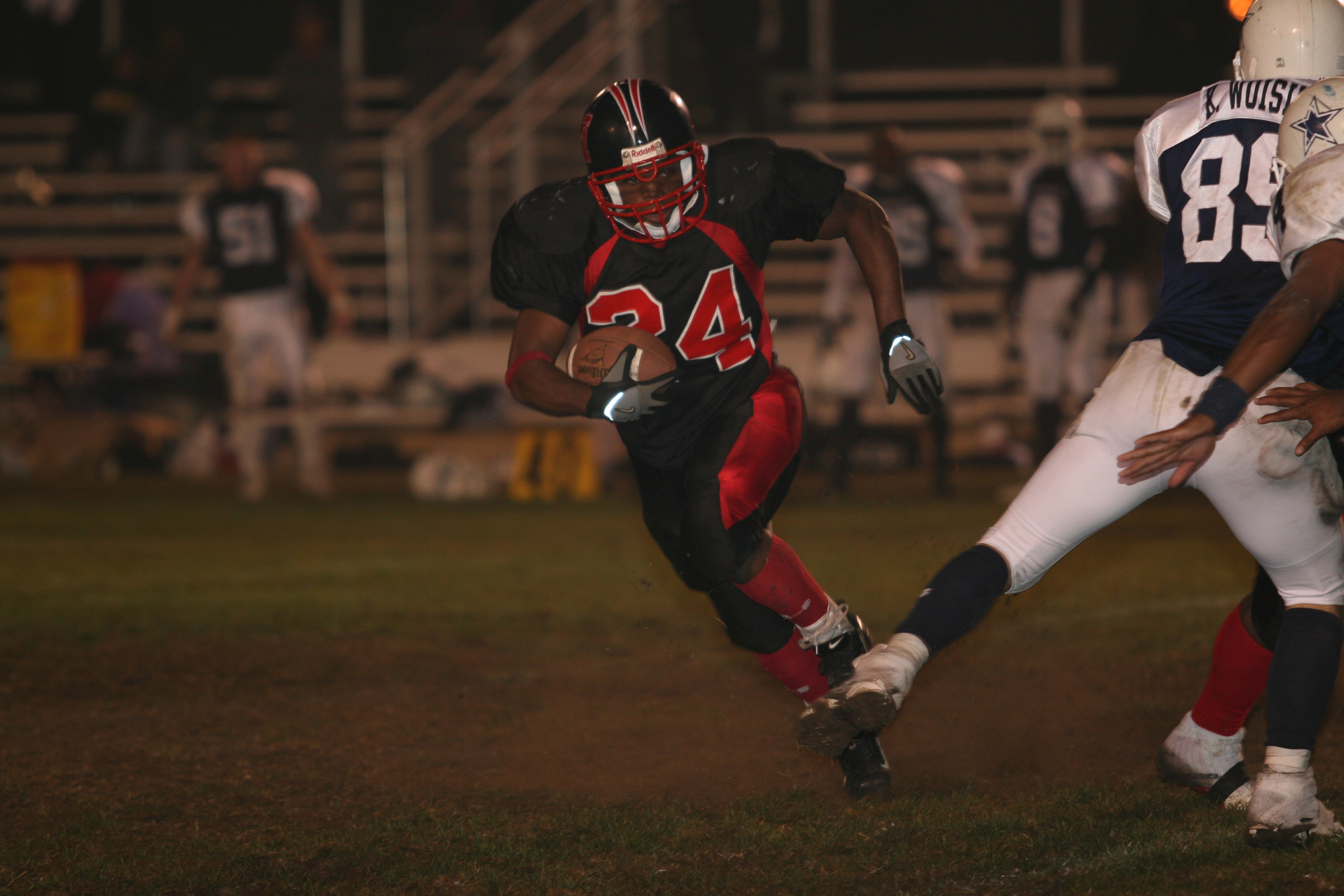
엔드존으로 향하고 있는 러닝백

러닝백(running back / RB)은 미식축구와 캐나다식 축구의 포지션 중 하나로 오펜시브 백필드(오펜시브 라인의 뒤)에 위치한다. 러닝백의 주된 역할은 쿼터백으로부터 볼을 건네 받아(핸드오프: handoff) 러싱플레이를 하고, 백필드에서 벗어나 패스를 받으며, 블로킹을 하는 것이다.
공격 포메이션에 따라 하나의 플레이당 보통 한 명 또는 두 명의 러닝백이 포진한다. 러닝백은 주로 "하프백(harf back / HB : 때때로 태일백 - tailback으로 언급됨)"이거나 "풀백(fullback / FB)"이다. 풀백은 원칙적으로 러닝백이지만 최근의 "running back"과 "RB"라는 용어는 하프백/태일백만을 언급하는 데 더 자주 쓰인다.

## 하프백/태일백
하프백/태일백 포지션은 가장 매력적인 포지션 중 하나로 러닝 플레이와 패싱 플레이 모두에 있어 중요한 위치에 있다. 균형잡힌 하프백은 일반적으로 팀의 성공을 위한 필수요소로 간주된다. 러닝백은 대부분의 러닝 플레이에 있어 볼을 운반할 책임을 지고 있으며, 짧은 거리의 패싱 플레이에 있어 자주 리시버로 활용된다. 오늘날의 경기에 있어 효율적인 하프백은 "러너로서 가져야 할 순발력과 민첩성" 및 "리시버로서 가져야 할 확실한 캐치 능력과 업필드에 대한 날카로운 시야"를 모두 높은 수준으로 갖추고 있어야 한다. 점점더 많은 쿼터백들이 다운필드의 주요 타겟들이 막힐 경우 여분의 리시버로서 하프백을 활용한다. 때때로 러닝백은 추가적인 와이드 리시버로 위치하기도 한다. 이러한 역할을 받지 못했을 경우, 하프백의 주된 역할은 오펜시브 라인맨을 도와 블로킹을 함으로써 쿼터백이나 볼을 가지고있는 다른 선수들을 보호하는 것이다. 드물게 러닝백은 하프백 패스 플레이나 하프백 옵션 플레이를 위해 볼을 던지는 경우도 있다.
미식축구에 있어 러닝백만큼 임무를 성공적으로 행하는데 팀 동료의 협력이 필요한 포지션은 없다. 쿼터백의 패스없이 빅 플레이를 성공시킬 수 없는 와이드 리시버처럼(end-around 플레이나 reverse -둘다 와이드 리시버가 볼을 가지고 달리는 러닝 플레이- 와 같은 예외가 있지만) 러닝백이 성공적으로 야드를 전진하려면 거의 대부분 오펜시브 라인맨의 좋은 블로킹이 필요하다. 또한 러닝백은 일반적으로 리시버가 패스를 받는 횟수보다 더 많은 러시 시도를 하게 되는데, 이것은 리시버가 한번 리셉션에 평균 10~20야드를 전진 할 수 있는 반면, 러닝백은 성공적일 경우 평균 5야드밖에 전진 할 수 없기 때문이다.
러닝백은 오펜시브 라인맨의 블로킹에 의존하여 이득을 보는 경향이 있으므로 평균이하의 러닝백도 우수한 블로커들과 같이 플레이 한다면 훌륭한 성적을 낼 수 있다.
하프백과 태일백의 차이점은 단순히 팀의 공격 포메이션에 있어 선수의 위치로 구별된다. 하프백은 대략 스크리미지 라인과 풀백 사이의 절반쯤 되는 곳에 위치한다. (마찬가지로, 쿼터백은 스크리미지 라인과 풀백의 1/4쯤 되는 곳에 위치한다). 하프백은 보통 팀의 가장 중요한 볼 캐리어이므로(풀백이 주로 블로커인 반면) 많은 감독들은 하프백을 풀백 뒤에 두기를 선호한다.(포메이션의 "tail end" 라고 지칭) 이런 이유로 하프백은 태일백으로 불리게 된 것이다.

## 풀백
대부분의 대학과 프로 미식축구 전략에서 풀백은 드물게 볼을 소유한다. 최근 풀백은 블로킹을 통해 오펜시브 라인맨을 도와주는 역할을 한다. 대부분의 러닝 플레이에서 풀백은 하프백을 이끌며 잠재적인 태클러들이 볼 케리어에게 도달하지 못하도록 블록한다. 또한, 풀백들은 패싱플레이에 있어 일반적으로 쿼터백을 보호하는 한편 때때로 리시버로서 활용되기도 한다. 풀백들은 원칙적으로 러닝백이지만, 오늘날 그 용어는 보통 하프백 이나 태일백을 지칭하는 말이 되었다. 비록 풀백들이 최근 볼 케리어로서 드물게 활용되지만, 러닝백 만큼이나 자주 볼을 가지고 달렸던 시절도 있었다.
공격전술이 단순하고 선수들의 채격이 다양한 고등학교 미식축구에서 풀백은 여전히 볼 케리어로서 자주 활용된다. 많은 고등학교와 몇몇 대학 미식축구 전술인 "Triple Option"은 풀백을 가장 중요한 볼 케리어로서 간주하고 있다. 이 공격전술에서 풀백은 인사이드 러닝을 통해 상대방을 위협한다. Triple Option 전술에서의 풀백은 훌륭한 볼 캐링 기술과 끈기있는 런닝 스타일이 요구되는 반면 다른 전술에서 필요로 하는 러시빙 스킬은 요구되지 않는다. Navy와 Air Force 같은 대학팀은 성공적인 Triple Option 전략을 사용하고 있다.
지난 수년동안 풀백은 거의 모든 공격 전술에서 필드에 출장했지만, 현대 미식축구에 있어서는 종종 풀백을 추가적인 와이드 리시버나 타이트 엔드로 대체하는 팀들도 있다. NFL의 풀백들은 거의 대부분 블로커로서의 역할만 하기 때문에 볼을 캐리하거나 패스를 받을 일이 거의 없다. 풀백의 재능과 가치는 보통 하프백의 성적이나 쿼터백이 색을 당한 횟수등 오펜시브 라인맨이 평가받는 것과 같은 잣대로 평가된다. 풀백은 체구가 크고 힘이 있으므로 짧은 거리를 뚫고 들어가기에 유리한데, 그러므로 퍼스트다운을 위해 작은 거리를 전진해야 할 경우 러셔로서 활약하기도 한다.

## 러닝백의 특징

### 신장과 체중
러닝백 포지션에서 플레이하는 선수들의 체구는 다양하다. 한 가지 극단은 작고 빠른 선수들이다. 이 빠르고 민첩한 선수들은 낮은 무게중심과 기동성을 이용해 태클러들을 피하므로 종종 "scat back" 이라고 언급된다.
또다른 극단은 "power back"이다. 이들은 정제되지 않은 동물적인 힘으로 태클을 돌파해나가는 크고 강한 선수들이다. 그들은 보통(하지만 항상은 아니다) 다른 러닝백들에 비해 느린 스피드를 가지고 있고 통상 가볍고 빠른 러닝백들이 하는 것처럼 필드의 양 끝쪽을 통해 피해 다니기(미식축구 용어로 "East-and-West"라 한다) 보다 앞으로 똑바로 달려나가기(미식축구 용어로 "North-and-South"라 한다)를 선호한다.
몇몇 유능한 러닝백들은 양극단인 "scat back" 과 "power back"의 중간에 위치하여, 스피드와 민첩성 및 파워와 힘을 겸비하고 있다.

### 리시빙 능력
수년동안, 특히 "West Coast offence(러싱을 최대한 배제하고 짧은 거리도 패스로 전진하는 전술)"와 그 변형이 인기를 끌기 시작하면서 더욱더 자주 NFL 러닝백들은 백 필드에서 리시버로 활용되고 있다. 패싱 플레이에서 러닝백은 종종 모든 리시버들이 차단 되었을 때 hook과 같은 플레이를 통해 쿼터백에게 "안전한 경로"를 제공한다. 두 명의 백, 풀백 Larry Centers 와 하프백 Marshall Faulk는 NFL 패스 캐쳐 20위 안에 랭크되어 있다.
몇몇팀은 패스를 받거나 패스 블로킹 및 블리츠 차단에 능숙한 "third down back"을 보유하고 있는데, 주로 3rd down and long 상황에서 출장한다. third down back은 상대팀이 패싱 플레이를 예상하고 있을 때 실재로는 런닝 플레이를 감행함으로써 수비수를 혼란시키기도 한다.

### 블로킹
러닝백은 또한 패싱 플레이에 있어 오펜시브 라인을 도와줄 것을 요구받기도 하며, 풀백의 경우 런닝 플레이에서도 오펜시브 라인을 도와야 한다. 러닝백은 종종 패싱플레이 때 오펜시브 라인이 디펜시브 라인맨과 경합하고 있을 경우 블리츠해 들어오는 라인배커나 세이프티들을 블록해야 한다. 런닝 플레이에 있어 풀백은 종종 러닝백이 뚫고 나갈 수 있도록 오펜시브 라인에서 구멍을 만들어내야 한다. Lorenzo Neal과 같은 효율적인 blocking back은 보통 러닝백의 성공에 있어 중요한 구성요소가 된다.(2006년 LaDainian Tomlinson의 기록 경신이 그 예)

### 골라인 백
많은 팀들은 또한 "goal line back" 이나 "short yardage specialist"로 지정된 러닝백을 보유하고 있다. 이 러닝백은 팀이 퍼스트 다운이나 터치다운을 위해 약간의 야드가 필요할 때 짧은 야드를 전진하기 위해 출장한다. 공격팀이 거의 골라인에 도달했을 때도 출장한다. 보통 공격팀이 상대편 5야드 라인 안까지 전진하면 8명의 블로커, 한 명의 쿼터백, 한 명의 풀백, 한 명의 러닝백으로 구성되는 골라인 포메이션을 구축하는데 골라인 백은 이때 출장한다.
골라인 근처에 도달했을 때에만 출장하는 러닝백을 특별히 골라인 백이라 부른다. 쇼트 야디지 혹은 골라인 백들은 좀처럼 펌블을 하지 않는 파워 백이 맡는다. 골라인 백의 임무는 많은 수의 수비수들을 힘으로 뚤어내거나 밀어붙여서 지정된 거리를 나아가는 것인데 이를 통해 퍼스트 다운이나 터치다운을 만들어 낸다.

### 킥과 펀트 리터너
러닝백은 때때로 팀에서 가장 빠른 선수들인 와이드 리시버나 코너백과 같은 디펜시브 백을 대신해 펀트나 킥오프를 리턴하는 역할을 맡게된다. Brian Mitchell과 같은 러닝백은 NFL 통산 킥오프 리턴 야드 기록(14,014 야드) 펀트 리턴 야드 기록(4,999야드)를 가지고 있다. (Mitchell은 1,967 러싱 야드, 2,336 리시빙 야드, 14 펌블 리턴 야드를 포함하여 통합 23,330 야드를 전진한 기록을 가지고 있는데 이는 Jerry Rice의 뒤를 잇는 NFL 역사상 두 번째 기록이다.)